# 석탄병
석탄병(惜呑餠)은 석탄주와 함께하는 한국의 전통 떡이다. 석탄병의 '석'(惜)은 '아낄 석', '탄'(呑)은 '삼킬 탄'을 의미하며, 이는 "너무 맛있고 보기 좋아서 삼키키 아깝다"를 뜻한다. 잣을 가루 내어 마치 케이크와 같은 질감을 나타내며 감가루로 단맛을 냈다. 조선시대 중기의 살림살이 백과였던 ‘규합총서’를 비롯해 ‘시의전서’, ‘부인필지’, ‘간편조선요리제법’에 등장한다. 석탄병은 만들기에는 손이 많이 가고 저장도 쉽지 않아서 집에서 만들어 먹기는 어려운 편에 속한다.